# Gustav Flügel (Orientalist)
Gustav Leberecht Flügel (* 18. Februar 1802 in Budissin, Markgraftum Oberlausitz; † 5. Juli 1870 in Dresden) war ein deutscher Orientalist.

## Herkunft
Er entstammt einer Handwerker-Familie. Seine Eltern waren der Schneider Johan Georg Traugott Flügel († 1817) und dessen Ehefrau Maria Elisabeth Wünsche (1769–1816), die Tochter des Leinen- und Barchentwebermeisters Johann Georg Wünsche.

## Leben
Nach dem Besuch des Gymnasiums in seiner Geburtsstadt studierte Flügel Theologie und Philosophie in Leipzig. Bald entdeckte er seine Leidenschaft für die orientalischen Sprachen, welche er in Wien und Paris studierte. 1832 wurde er Professor an der Fürstenschule St. Afra in Meißen. Diese Tätigkeit musste er aber 1850 aus gesundheitlichen Gründen einstellen. Ab 1851 war er an der Fürstenbibliothek in Wien mit der Katalogisierung arabischer, türkischer und persischer Manuskripte beschäftigt. Seit Dezember 1857 war er korrespondierendes Mitglied der Russischen Akademie der Wissenschaften in Sankt Petersburg und seit 1859 ordentliches Mitglied der Sächsischen Akademie der Wissenschaften. 1864 wurde er als auswärtiges Mitglied in die Bayerische Akademie der Wissenschaften aufgenommen.
Flügels Hauptwerk war die Erstellung eines bibliographischen und enzyklopädischen Lexikons des Haji Khalfa, mit lateinischer Übersetzung (London und Leipzig, 1835–1858). Besonderen Stellenwert hatte auch seine Ausgabe des Koran, die in Leipzig (1834 und erneut 1893) beim Drucker und Verleger Carl Christoph Traugott Tauchnitz entstand. Mit dieser wurde der europäischen Wissenschaft erstmals ein zuverlässiger Korantext zur Verfügung gestellt. Auf Flügels Ausgabe beruhten in der Folgezeit nahezu alle Übersetzungen in europäische Sprachen.

## Familie
Flügel war verheiratet. Sein Sohn Josef starb 1910 als Oberlandesgerichtsrat in Dresden.

## Mitgliedschaften
Gustav Flügel war Mitglied der Deutschen Morgenländischen Gesellschaft.

## Werke (Auswahl)
- Corani textus arabicus. Tauchnitz, Leipzig 1834 (Digitalisat in der Google-Buchsuche)
- Concordantiae Corani arabicae. Leipzig 1842 und erneut 1898 (Digitalisat)
- Ueber die Bedeutung des Ausdrucks في حدود سنة. In: Zeitschrift der Deutschen Morgenländischen Gesellschaft, Band 5. 1851. S. 60–79 (Digitalisat).
- Ueber eine Bibliothek zu Rhodus. In: Zeitschrift der Deutschen Morgenländischen Gesellschaft, Band 6. 1852. S. 541–544 (Digitalisat).
- Ueber die Versgattung Mawâltjâ. In: Zeitschrift der Deutschen Morgenländischen Gesellschaft, Band 7. 1853. S. 365–373 (Digitalisat).
- Ueber arabische und persische vorzüglich in der Mystik, Cabbala und in philosophischen Wissenschaften vorkommende Wortabkürzungen und die geheime Bedeutung der Buchstaben insbesondere. In: Zeitschrift der Deutschen Morgenländischen Gesellschaft, Band 7. 1853. S. 87–92 (Digitalisat).
- Zur Literatur der Araber im eilften Jahrhunderte der Flucht unter Zugrundelegung des Werkes: Die Auswahl des Denkwürdigen über die ausgezeichneten Männer des eilften Jahrhunderts. In: Zeitschrift der Deutschen Morgenländischen Gesellschaft, Band 9. 1855. S. 224–230 (Digitalisat).
- Eigenthümlich zusammengesetzte Unterschriften muhammedanischer Manuscripte. In: Zeitschrift der Deutschen Morgenländischen Gesellschaft, Band 9. 1855. S. 357–367 (Digitalisat).
- Lesefrüchte. In: Zeitschrift der Deutschen Morgenländischen Gesellschaft, Band 10. 1856. S. 513–516 (Digitalisat).
- Zur Frage über die ältesten Uebersetzungen indischer und persischer medicinischer Werke ins Arabische. In: Zeitschrift der Deutschen Morgenländischen Gesellschaft, Band 11. 1857. S. 148–153 (Digitalisat).
- Anhang zur Frage über die ältesten Uebersetzungen indischer und persischer medicinischer Werke ins Arabische. In: Zeitschrift der Deutschen Morgenländischen Gesellschaft, Band 11. 1857. S. 325–327 (Digitalisat).
- Ueber Inhalt und Verfasser der arabischen Encyclopädie رسائل اخوان الصفاء وخلان الوفاء : d. i. die Abhandlung der aufrichtigen Brüder und treuen Freunde. Nebst Andeutungen über die Einrichtungen des Bundes der Verbrüderten. In: Zeitschrift der Deutschen Morgenländischen Gesellschaft, Band 13. 1859. S. 1–43 (Digitalisat).
- Ueber Muhammad bin Ishâk's Fihrist al-ʿulûm. In: Zeitschrift der Deutschen Morgenländischen Gesellschaft, Band 13. 1859. S. 559–650 (Digitalisat).
- Eine arabische Inschrift in Granada. In: Zeitschrift der Deutschen Morgenländischen Gesellschaft, Band 14. 1860. S. 353–362 (Digitalisat).
- Mani, seine Lehren und seine Schriften. Leipzig 1862
- Die grammatischen Schulen der Araber. Leipzig 1862, Digitalisat
- Geschichte der Araber bis auf den Sturz des Chalifats von Bagdad, Digitalisat
- Al-Kindî genannt „der Philosoph der Araber“: ein Vorbild seiner Zeit und seines Volks, Digitalisat
- Ibn Kutlulbugas Krone der Lebensbeschreibungen. Leipzig 1862 (Digitalisat bei der bayerischen Staatsbibliothek)
- Kitab al-Fihrist, posthum erschienen